# Батальйони річкових операцій

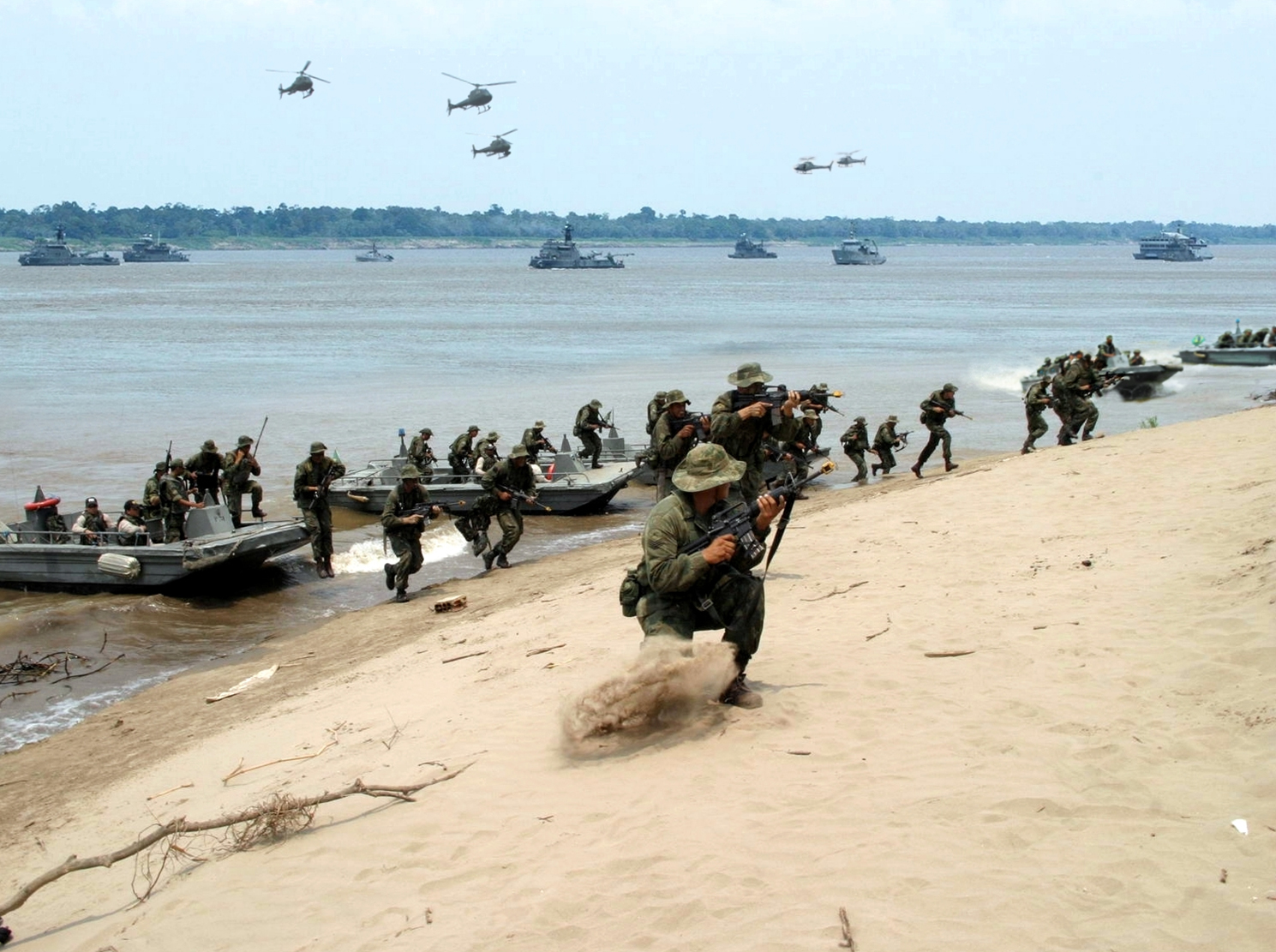
Навчання з висадки десанту підрозділів батальйону річкових операцій, фотографія ВМС Бразилії, 2009 рік.

Батальйони річкових операцій - це спеціалізовані підрозділи Бразильської морської піхоти. На даний час обидва цих підрозділ діють в регіоні Амазонки. 1-й  підпорядкований 9-му військово-морському округу ВМС Бразилії. 2-й підпорядкований 4 військово-морському округу. 
Батальйон складається з 1-ї роти командування та підтримки, 3-х рот морської піхоти та 1-ї роти підтримки бойових дій. Рота командування і підтримки включає підрозділи транспорту, зв’язку,  поліцейські підрозділи. У роті морської піхоти наявні патрульні та десантно штурмові підрозділи. Рота підтримки бойових дій включає підрозділи розвідки, спеціальних операцій, важких кулеметів (12,7 мм.) та мінометів (81 мм.). 